# Szczeciński Sierpień 1980

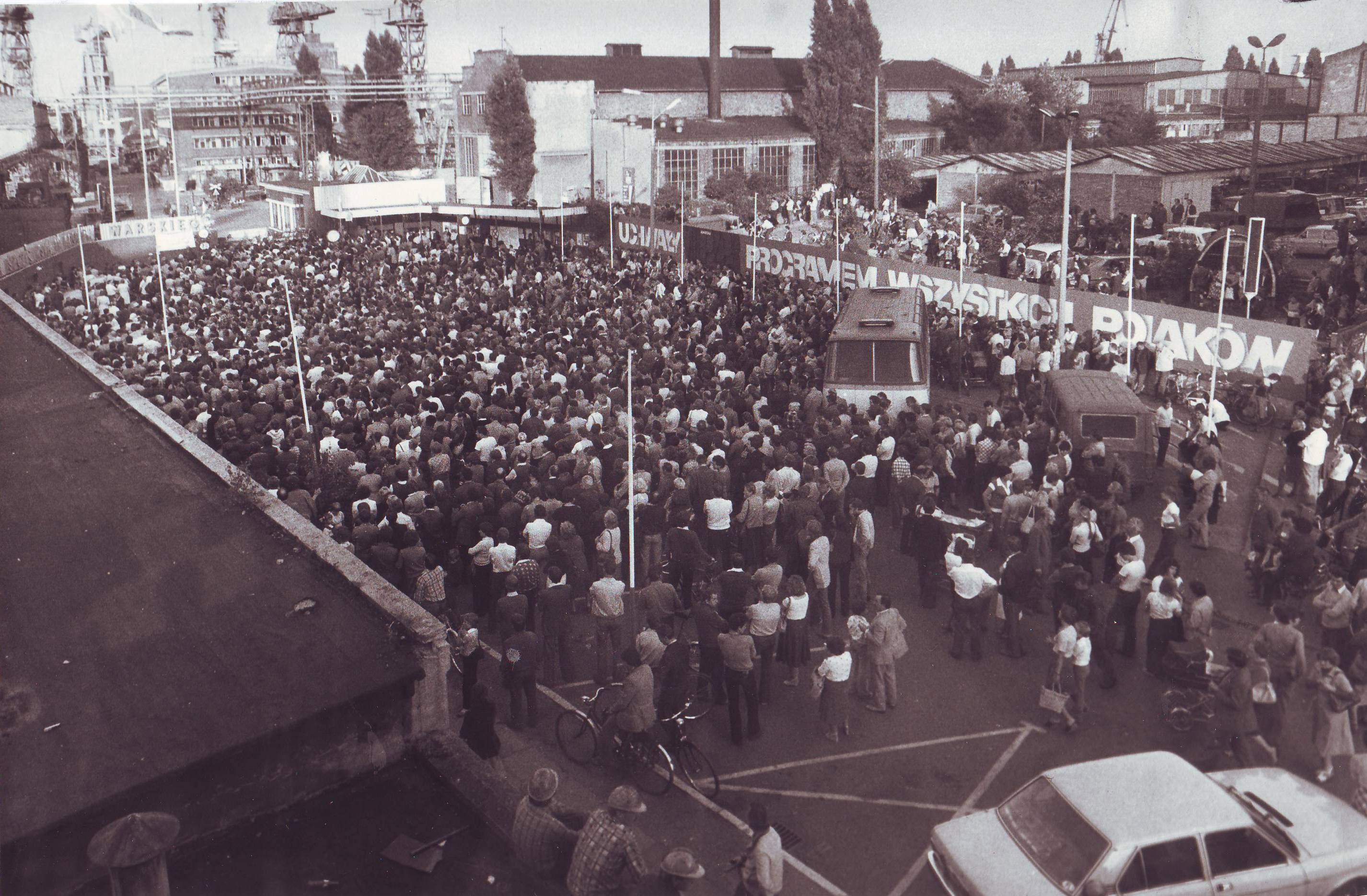
Strajk w Stoczni Szczecińskiej

Szczeciński Sierpień 1980 – miesiąc, podczas którego doszło do masowych protestów robotniczych przeciwko błędom w zarządzaniu PRL przez kierownictwo PZPR i rządu.
Już w lipcu 1980 doszło do strajków, które objęły swoim zasięgiem 210 zakładów w 20 województwach. Według danych szacunkowych uczestniczyło w nich ponad 95 tys. osób. Istotnym czynnikiem rzutującym na nastroje wśród załóg były niedostatki w zaopatrzeniu rynku i tempo wzrostu kosztów utrzymania, odczuwane zwłaszcza w grupach pracowników najniżej zarabiających. Utrzymujące się trudności zaopatrzeniowo–kooperacyjne wywołały istotne obawy o utrzymanie dotychczasowej wysokości zarobków zarówno wśród robotników bezpośrednio produkcyjnych, zwłaszcza wśród kobiet oraz w grupach najniżej zarabiających, jak również wśród kadry kierowniczej oraz pracowników administracyjnych. Niezadowolenie nie ominęło też szeregów partyjnych (wśród 10 mln członków późniejszej „Solidarności” było około 1 miliona członków PZPR).
W trakcie obrad VIII Zjazdu PZPR (styczeń 1980) delegaci reprezentujący szczecińską wojewódzką organizację partyjną, w dyskusji plenarnej, dyskusjach w zespołach problemowych, bądź w formie złożenia swoich głosów do protokołu, przekazali 166 problemowych wniosków.
Około 80% tych postulatów, zostało powtórzonych przez strajkujących w trakcie kryzysu sierpniowego 1980, jednakże ich ton we wszystkich przypadkach charakteryzował się zdecydowaną ostrością i stanowczością sformułowań.

## 15 sierpnia
O godz. 7 w bazie szczecińskiego TRANSBUD-u zatrudniającej 300 osób 67 kierowców nie przystąpiło do pracy wysuwając sześć ekonomicznych postulatów. Po zapewnieniu, że w dniu 16.08 będą przez Zjednoczenie Oddziałów TRANSBUD-u poinformowani o podjętych decyzjach, ok. 11 podjęli pracę.
O godz. 19.30 przed kamerami TVP wystąpił Premier PRL Edward Babiuch. Wystąpienie nie zostało przyjęte przychylnie. Było zbyt spóźnione w stosunku do nasilających się wydarzeń na wybrzeżu gdańskim i nie zawierało programu działania rządu w świetle rozwijających się wydarzeń.

## 16 sierpnia
Z przedsiębiorstw województwa szczecińskiego napływają wiadomości o możliwości rozszerzenia się strajku z Gdańska na teren całego kraju, a także propozycje o konieczności zwołania Plenum KC PZPR lub posiedzenia Rady Ministrów, celem zajęcia oficjalnego stanowiska w sprawie kryzysu gdańskiego. Biuro Polityczne KC PZPR powierzyło Stanisławowi Kani koordynację rozmów prowadzonych przez Rząd w Gdańsku i Szczecinie. Stanisław Kania był wieloletnim posłem na Sejm z okręgu Gdańskiego.

## 17 sierpnia
W województwie szczecińskim panuje spokój. Nadal mówi się o konieczności pilnego rozwiązania kryzysu Gdańskiego. I Sekretarz KW PZPR Janusz Brych otrzymuje ze służb specjalnych informację, że 18.08 rozpocznie się strajk w Stoczni Parnica i w Stoczni Adolfa Warskiego.

## 18 sierpnia
W Stoczni Remontowej Parnica wybrano 13-osobowy Komitet Strajkowy. Zgłoszono 18 ekonomicznych postulatów oraz decyzję strajkujących o solidaryzacji się ze strajkującymi w Gdańsku.
O godz. 10 w Stoczni Szczecińskiej zgromadziło się ok. 3 tys. Stoczniowców, z którymi, na ich żądanie, rozpoczął rozmowy (stojąc na platformie) Janusz Brych oraz dyrektor naczelny stoczni Stanisław Ozimek i członek komitetów strajkowych z 1970 i 1971 roku Eugeniusz Szerkuz. Zadawano pytania: „Co się dzieje w Gdańsku?”, „Solidaryzujemy się z Gdańskiem”, „Jakie postulaty zgłosili strajkujący w gdańskiej stoczni?”.
Po półtorej godziny nieuporządkowanej dyskusji na prośbę Brycha strajkujący udali się na wydziały, aby wybrać swoich przedstawicieli do dalszych rozmów z władzą województwa.

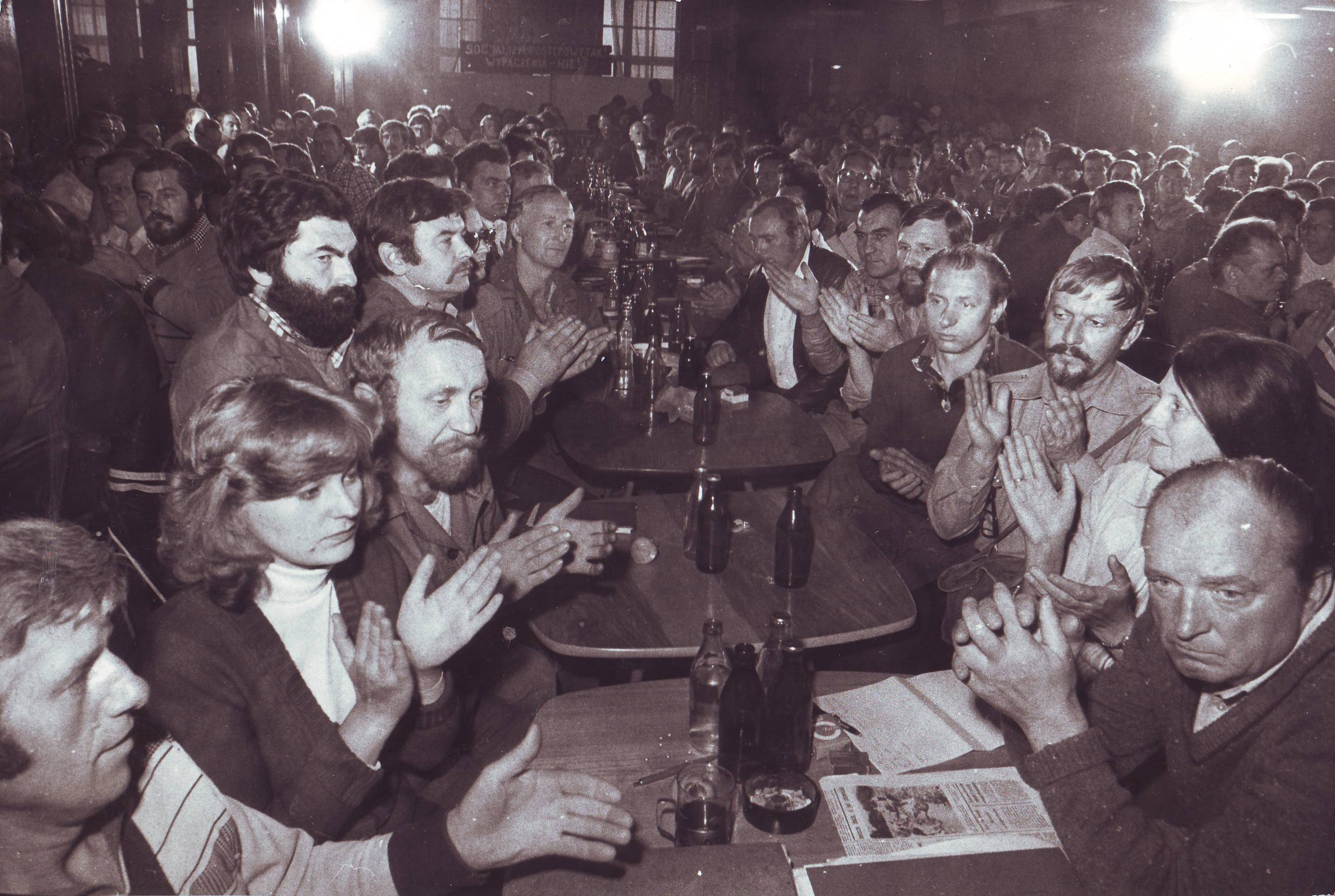
Delegaci Związkowi

O godz. 15 odbyło się w Stoczni spotkanie Janusza Brycha z przedstawicielami wydziałów (trójki). Przedstawiciele zdecydowali o dalszym strajku i w godzinach wieczornych wybrano zakładowy komitet strajkowy, na czele z Marianem Jurczykiem (chociaż Jurczyk nie został wybrany w skład „trójek”), zaś poza nim nikt nie chciał się podjąć tej roli.
Pod hasłem „Solidarność z Gdańskiem” wysunięto postulaty utworzenia Wolnych Związków Zawodowych, wmurowania w mury Stoczni tablicy upamiętniającej poległych w Grudniu 1970 oraz szereg postulatów ekonomicznych.
O godz. 16 odbywa się narada aktywu partyjnego i gospodarczego w Komitecie Wojewódzkim. Brych wydaje polecenie: wszystkie decyzje będzie podejmował osobiście łącznie z ewentualnymi działaniami służb mundurowych, a także władz gospodarczych.
O godz. 17 na posiedzeniu plenarnym KW PZPR Prezes Rady Ministórw Edward Babiuch poinformował o powołaniu Komisji Rządowej do rozmów z Międzyzakładowym Komitetem Strajkowym pod przewodnictwem Kazimierza Barcikowkiego.
O 19.30 – W TVP i PR wystąpił Edward Gierek. Wystąpienie nie spotkało się wśród strajkujących z jakimkolwiek echem.

## 20 sierpnia
Do strajku przystępują kolejne przedsiębiorstwa w Szczecinie i województwie. Rozmowy Komisji Rządowej z przedstawicielami strajkujących zespołu portowego Szczeciń-Świnoujście spowodowały podjęcie pracy, ale na krótko.
Do godz. 15 wjechało do Szczecina i Świnoujścia 5520 obywateli NRD (więcej o 25% niż zwykle). Cel: wykup żywności (według informacji Wojsk Ochrony Pogranicza).
Godz. 23.30. MKS poinformowano, że 21 sierpnia o godz. 10 Komisja Rządowa rozpocznie rozmowy.
Rozplakatowany apel władz wojewódzkich o przywrócenie komunikacji miejskiej i transportowej nie spotkał się z jakimkolwiek odzewem strajkujących.

## 21 sierpnia

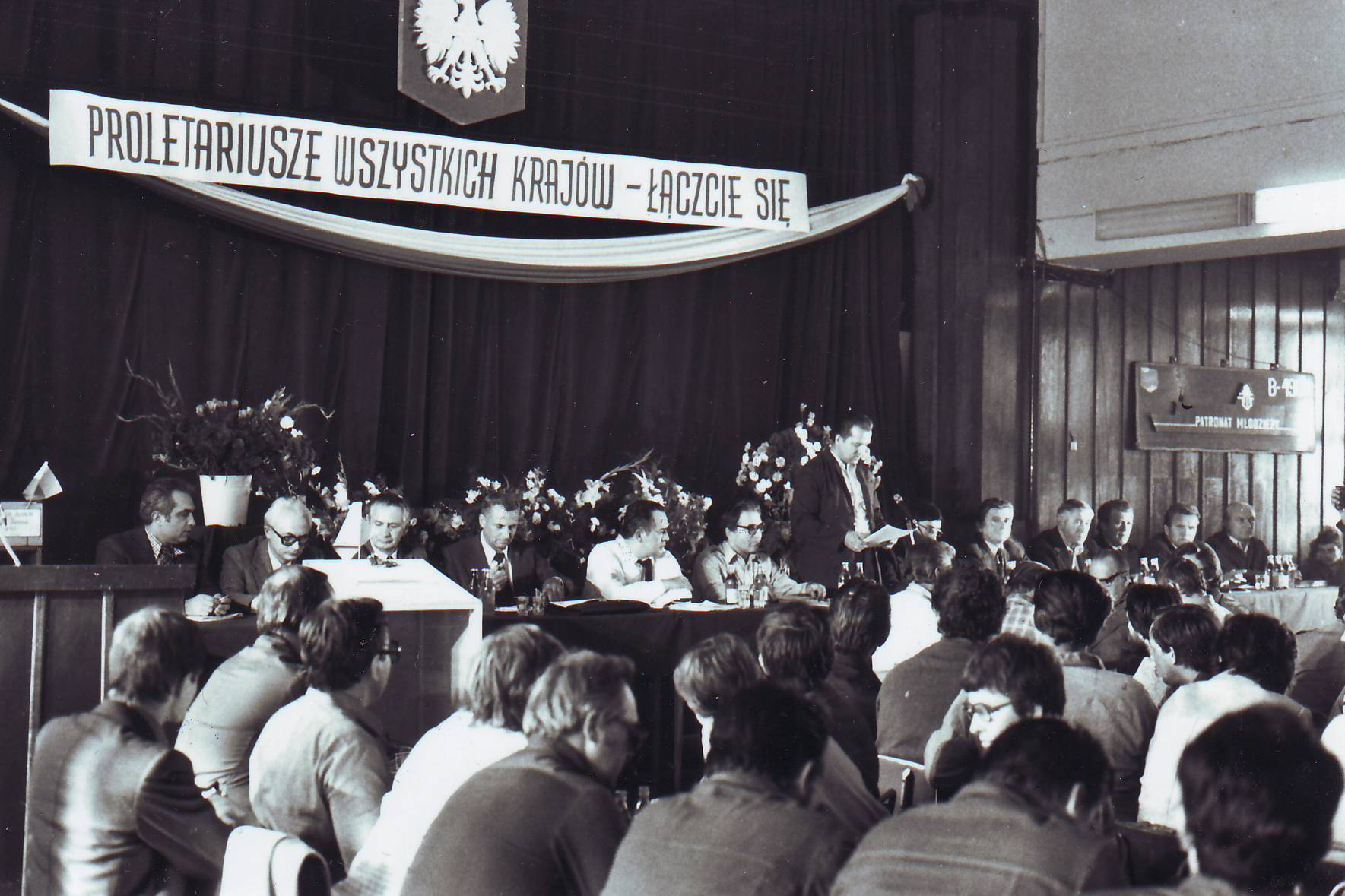
Sala obrad w Stoczni Szczecińskiej

Przedstawiciele Komisji Rządowej prowadzą rozmowy w kilku przedsiębiorstwach. Kończą się zapasy benzyny. Dalsze załogi przerywają pracę.
O godz. 10. Rozpoczęło się spotkanie Komisji Rządowej z MKS i przedstawicielami 53 strajkujących załóg (łącznie 241 osób). W czasie pierwszej tury rozmów, po odczytaniu postulatów MKS, Marian Jurczyk przekazał je Kazimierzowi Barcikowskiemu.
O godz. 17 rozpoczęto drugą turę rozmów.
Straż Robotnicza powołana przez MKS nie wpuściła na teren Stoczni dziennikarzy zachodnich (z Norwegii, Szwecji i Austrii) i przekazała ich Milicji Obywatelskiej.

## 22 sierpnia
Kolejne rozmowy Komisji z MKS. Straż Robotnicza zatrzymała i przekazała MO kolejnych trzech dziennikarzy BBC, którzy filmowali bramę stoczni.

## 23 sierpnia

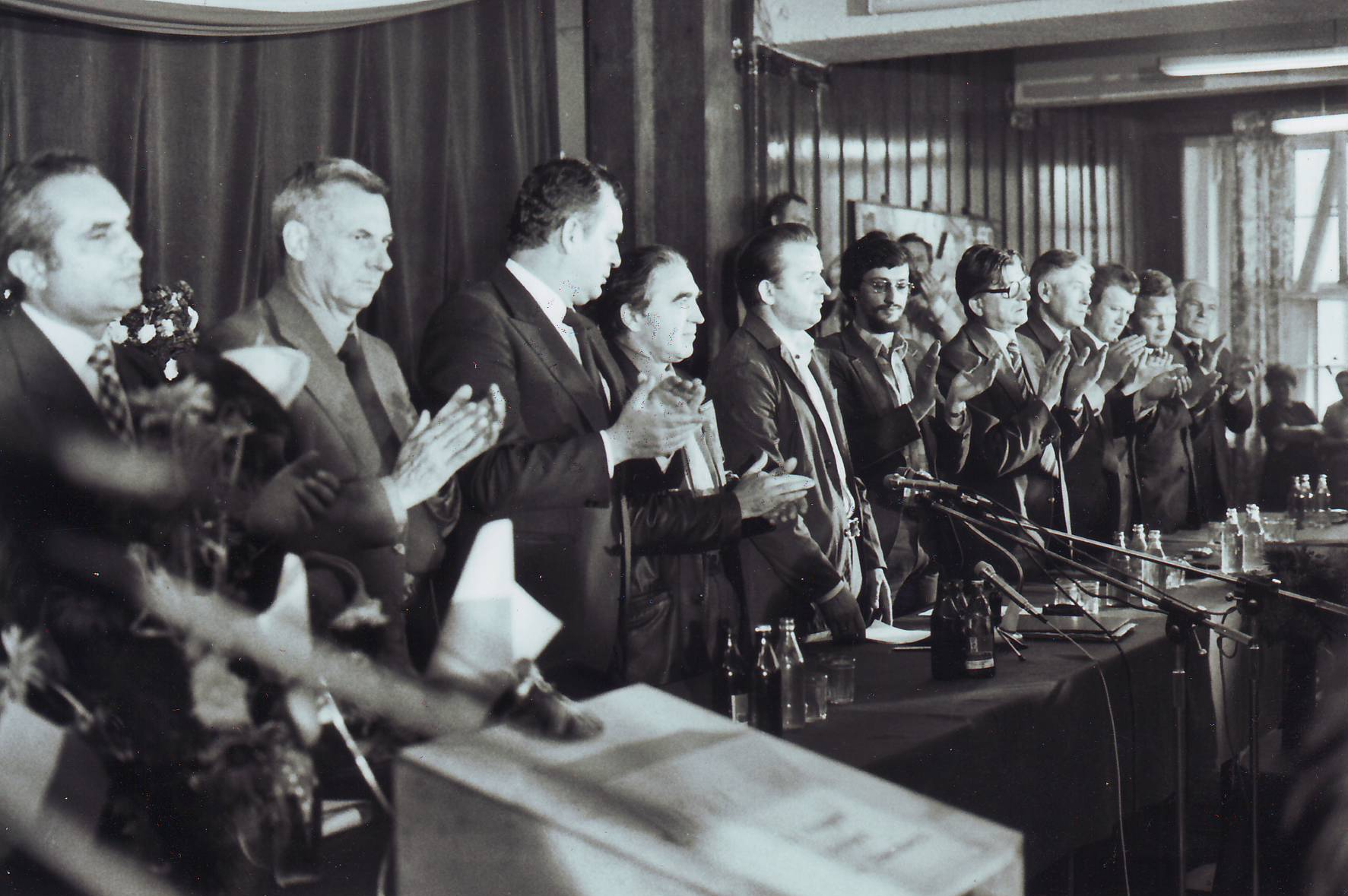
MKS i Komisja Rządowa

Kazimierz Barcikowski na wspólnym posiedzeniu przekazał stanowisko Rządu do 16 postulatów. MKS w stosunku do wystąpienia Barcikowskiego nie zajął stanowiska, ale domagał się kontaktów z MKS Gdańsk. Wysłano do gdańska dwóch członków MKS a wraz z nimi wiceministra Białkowskiego jako gwaranta bezpieczeństwa delegacji. Trwają rozmowy wiceministrów ze strajkującymi załogami podległych ich resortom.

## 24 sierpnia
W Stoczni Warskiego, w Morskiej Stoczni Remontowej w Świnoujściu, W Stoczni Parnica i w UNIKONIE odprawione zostały msze.
Z Gdańska powróciła delegacja stoczniowców. Ukazał się pierwszy numer „Jedności” – organu MKS.
Na czwartym plenum KC PZPR dokonano głębokich zmian kadrowych w składzie Biura Politycznego oraz akceptowano zmiany w składzie Rady Ministrów. Na Prezesa Rady Ministrów po Edwardzie Babiuchu powołano Józefa Pińkowskiego.

## 25 sierpnia
Podjęte decyzje kadrowe w Biurze Politycznym KC PZPR nie spotkały się ze spodziewanym odzewem strajkujących. Do strajku przystępują kolejne przedsiębiorstwa. MKS zwrócił się z prośbą do strajkujących załóg o cierpliwość i zaufanie. W Szczecinie nadal nie funkcjonuje komunikacja miejska, a także nie wywozi się śmieci i nie grzebie się zmarłych. Apel Brycha o uruchomienie przedsiębiorstw komunalnych pozostaje bez odzewu.

## 26 sierpnia

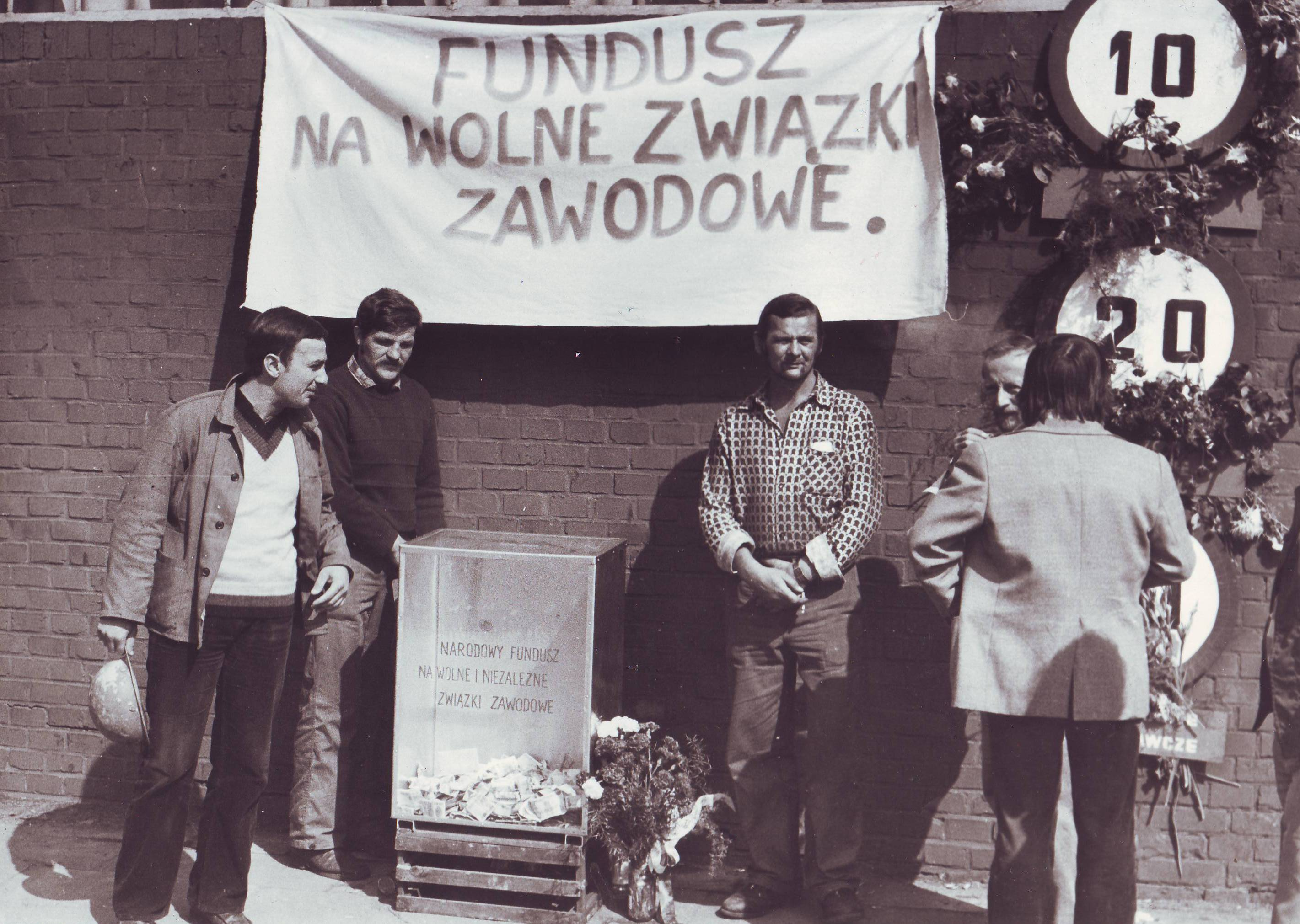
Zbiórka pieniędzy na Wolne Związki Zawodowe

Z MKS w Gdańsku dostarczono do MKS-u w Szczecinie wykładnię samorządnych niezależnych związków zawodowych.
Ogółem na terenie województwa strajkuje, bądź solidaryzuje się z MKS 246 przedsiębiorstw.
Rozpoczyna się akcja zbierania składek na fundusz wolnych związków zawodowych, a także zbieranie krwi.
Brych wydaje polecenie aby członkowie PZPR nie odcinali się od tworzenia wolnych związków zawodowych. W TVP i Polskim Radiu wystąpił Prymas Polski kard. Stefan Wyszyński z apelem o wypełnianie obowiązku pracy. Nadal nowe przedsiębiorstwa podejmują strajk.

## 28 sierpnia
Aby osiągnąć porozumienie w sprawie zasad tworzenia Wolnych Związków Zawodowych powołano Komisję Ekspertów, która ma opracować wykładnię powoływania WZZ. W skład komisji weszli profesorowie prawa – m.in. Adam Łopatka, Zbigniew Salwa a także konsultanci prawni Prezydium MKS: adwokat Mirosław Kwiatkowski, radca prawny Andrzej J. Zieliński, adw. Andrzej Wybranowski i Mieczysław Gruda.

## 29 sierpnia
Komisja Ekspertów opracowała wykładnię prawną do powoływania WZZ. 
Prezes Rady Ministrów Józef Pińkowski przeprowadził rozmowę telefoniczną z Brychem na temat możliwości odbicia siłą zespołu portów Szczecin – Świnoujście. Odpowiedź Brycha krótka – „Można, ale dojdzie do walki. A co dalej? Znów grudzień 1970?”. Kazimierz Barcikowki przeprowadził rozmowę na temat zakończenia strajku z arcybiskupem Kazimierzem Majdańskim.

## 30 sierpnia

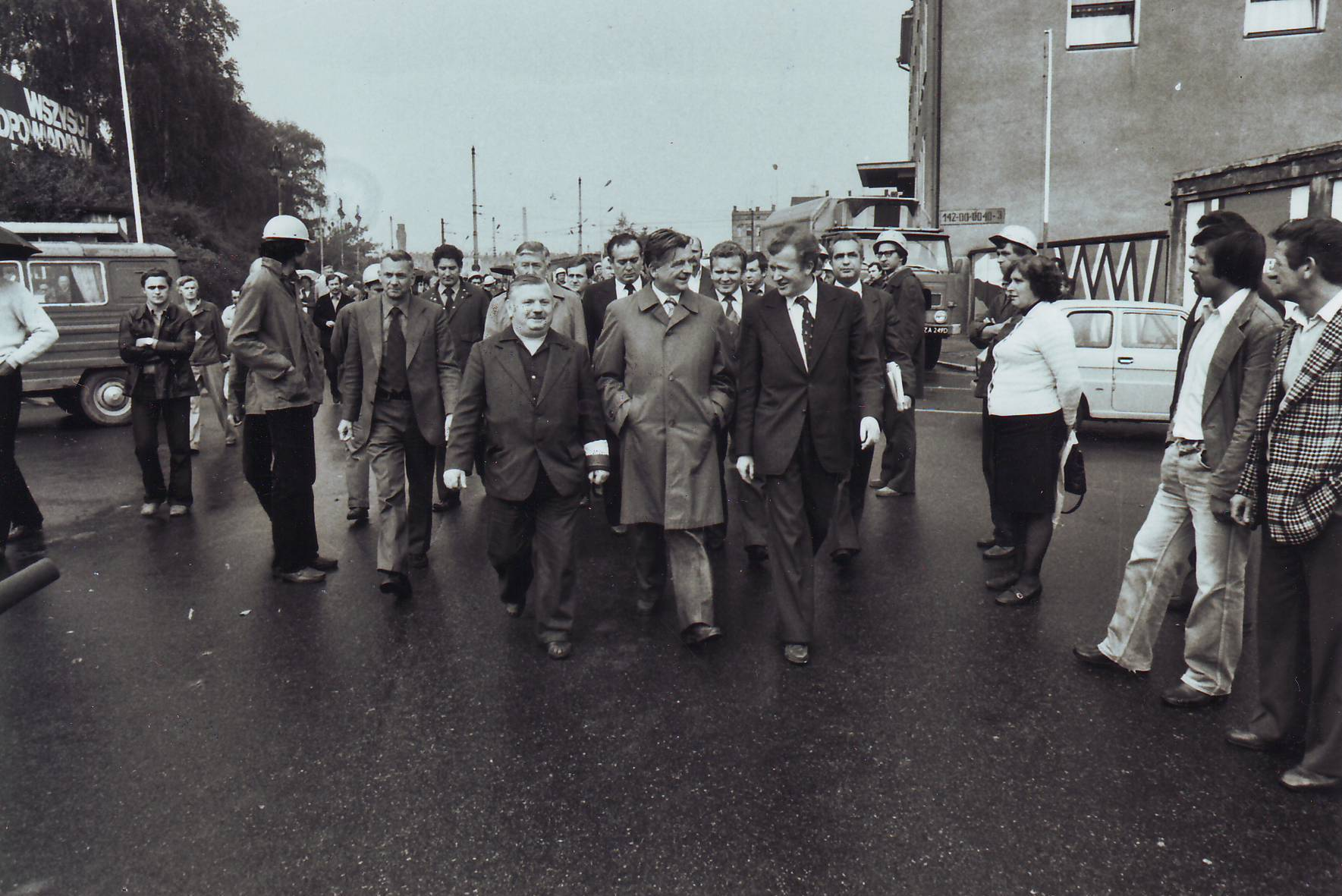
Komisja Rządowa opuszcza stocznię

Godz. 00.30 – Odbyło się spotkanie MKS z Komisją Rządową, gdzie ustalono ostateczny tekst porozumienia szczecińskiego, a także ustalono, że: 
- Wykładnia Komisji Ekspertów jest podstawą do tworzenia Wolnych Związków Zawodowych zaś Zakładowe Komitety Strajkowe z chwilą zakończenia strajku stają się Komisjami Robotniczymi, które rozpisują powszechne, bezpośrednie, tajne wybory do władz związków zawodowych wszystkich szczebli;
- Ukonstytuowane władze związków zawodowych mają zarejestrować się w Centralnej Radzie Związków Zawodowych;
- W przypadku powstania spornych kwestii lub incydentów wynikających przy realizacji porozumienia, obie strony mają obowiązek, przed podjęciem jakichkolwiek działań, wzajemnych konsultacji (Przewodniczący Wojewódzkiej Rady Narodowej, Przewodniczący Komisji Robotniczej).

Godz. 8.30 – Został podpisany przez Komisję Rządową i MKS „Protokół ustaleń ws. Wniosków i postulatów MKS z Komisją Rządową”.
Odbyło się V plenum KC PZPR, ostatecznie zatwierdzające kwestię WZZ. Szczecińska Komisja Rządowa została skrytykowana za podpisanie Porozumienia bez zgody Plenum KC.

## Zakończenie protestów i konsekwencje

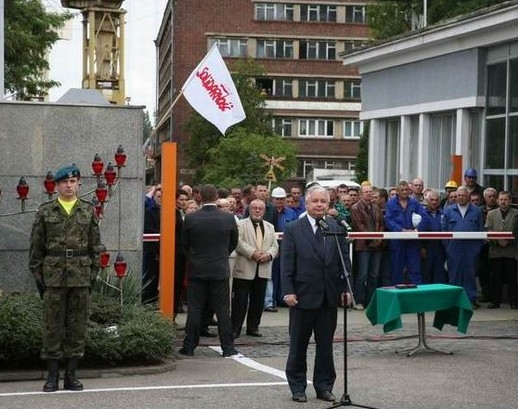
Obchody 27. rocznicy podpisania Porozumień Sierpniowych w Szczecinie, w których uczestniczył Lech Kaczyński, 30 sierpnia 2007

Ogółem w województwie Szczecińskim zakończyło strajk 360 przedsiębiorstw i instytucji. MKS przy stoczni szczecińskiej obejmował swoim zasięgiem działania województwa szczecińskiego w granicach administracyjnych z 1980 roku. Przystąpienie do niego Zakładowego Komitetu Strajkowego było dobrowolne. Należy jednak stwierdzić, że szczeciński komitet poprzez swoje istnienie i pracę oddziaływał na komitety strajkowe w innych województwach.
2 września 1980 Prezes Rady Ministrów Józef Pińkowski powołał 15-osobową Komisję Mieszaną, organ mający zapewnić realizację zawartego porozumienia.